# Concilio de París (829)
El sexto Concilio de París se celebró el 6 de junio de 829 en París, convocado por Ludovico Pío.

## Descripción
Se trata de la sucesión del emperador, que quiere decidir el destino de su hijo Carlos el Calvo de su segundo matrimonio con Judith de Baviera. El propósito de este concilio era, por tanto, entre otras cosas, modificar la Ordinatio Imperii que él mismo instituyó en 817.
La Ordinatio Imperii de 817 fue entonces acogida por el episcopado del imperio, que vio en ella la seguridad de la primacía del hijo mayor del emperador sobre sus hermanos y, por tanto, una prenda de paz para el imperio. Los obispos, por lo tanto, están insatisfechos con el deseo de Ludovico Pío de modificar la Ordinatio y mantener al final del concilio que la autoridad del episcopado es superior a la del emperador, basándose en la carta que el Papa Gelasio I dirigió al emperador bizantino Anastasio I tres siglos antes.
Este concilio también trata de la disciplina eclesiástica y de la división de bienes entre el obispo y el cabildo.
Tuvo lugar en la catedral de San Esteban de París.